# Pseudohydromys berniceae
Pseudohydromys berniceae — вид мишоподібних гризунів родини мишеві (Muridae).

## Опис
Гризун невеликого розміру, з довжиною голови й тіла від 70 до 80 мм, довжина хвоста між 79 і 88 мм, довжина стопи між 18 мм і 20 мм, довжина вух від 9,0 до 11 мм. Шерсть коротка. Тіло повністю темно-буро-сіре. Вуха темно-сірі, очі порівняно невеликі. Зовнішні частини ніг білі. Хвіст довше голови й тіла, рівномірно темно-коричневий з білим кінчиком.

## Поширення, екологія
Цей вид розповсюджений у східній частині хребта Кордильєра-Нової Гвінеї. Він живе в моховому гірському лісі між 590 і 1570 метрів над рівнем моря. Це наземний вид.